# LOVE & CARNIVAL
『LOVE & CARNIVAL』（ラブアンドカーニバル）は、angelaの8枚目のオリジナルアルバム。2016年8月31日にKING AMUSEMENT CREATIVEから発売された。

## 概要
- 前回アルバムから1年ぶりのアルバムリリース。
- スターチャイルドのレーベルが2016年2月1日付けで消滅したため、angela初のKING AMUSEMENT CREATIVEから発売されたアルバムである。
- 「蒼穹のファフナーEXODUS」、「シドニアの騎士」、「K」の3つのアニメタイアップ、『angelaのsparking!talking!show!』新エンディングの4種のタイアップがなされた。タイアップ曲は12曲中7曲である。
- 初回限定版は外箱とブルーレイが付属している。
- 発売を記念し、『夏だ！祭りだ！angelaだ！！史上最強のフェスティバル！「LOVE & CARNIVAL」発売記念 ミニライブ＆“愛を込めた”うちわのお渡し会』が名古屋、大阪、東京の三箇所で行われた[1]。

## 収録曲
【CD】
| 全作詞: atsuko、全作曲: atsuko・KATSU、全編曲: KATSU。 |                        |        |               |      |
| #                                                      | タイトル               | 作詞   | 作曲・編曲    | 時間 |
| 1.                                                     | 「DEAD OR ALIVE」      | atsuko | atsuko・KATSU | 4:42 |
| 2.                                                     | 「Come on」            | atsuko | atsuko・KATSU | 4:33 |
| 3.                                                     | 「是、夏祭り」         | atsuko | atsuko・KATSU | 3:39 |
| 4.                                                     | 「騎士行進曲」         | atsuko | atsuko・KATSU | 4:41 |
| 5.                                                     | 「愛、ひと欠片」       | atsuko | atsuko・KATSU | 5:06 |
| 6.                                                     | 「KIZUNA」             | atsuko | atsuko・KATSU | 4:56 |
| 7.                                                     | 「愛すること」         | atsuko | atsuko・KATSU | 4:31 |
| 8.                                                     | 「Jump up!」           | atsuko | atsuko・KATSU | 4:30 |
| 9.                                                     | 「EIEIO」              | atsuko | atsuko・KATSU | 3:37 |
| 10.                                                    | 「That's Halloween」   | atsuko | atsuko・KATSU | 5:01 |
| 11.                                                    | 「ストーリーが始まる」 | atsuko | atsuko・KATSU | 3:56 |
| 12.                                                    | 「ホライズン」         | atsuko | atsuko・KATSU | 4:17 |
| 合計時間:                                              | 合計時間:              | 53:29  |               |      |

【Blu-ray】(初回限定盤のみ)
- angelaの「ミュージック・ワンダー★大サーカス2015」（2日目公演）
- angela デビュー13周年記念☆拡大版「全部が主題歌ライヴ!!」メイキング映像
- 「愛すること」アニメMV
- 「KIZUNA」アニメMV

## 楽曲解説
1. DEAD OR ALIVE
アニメ『蒼穹のファフナーEXODUS』第二クールオープニング
  - 25thシングル。22曲目のファフナーソング。
2. Come on
  - エレクトロなダンスミュージック。
3. 是、夏祭り

  - KATSU自身の演奏による三線の音や、数種類に及ぶ和太鼓の音がふんだんに使われている楽曲[2]。ライブではコールアンドレスポンスが定番になっている。
4. 騎士行進曲
アニメ『シドニアの騎士 第九惑星戦役』オープニング
  - 24thシングル。リミックス版は前アルバム『ONE WAY』に収録されていたが、オリジナル版は今作が初。
5. 愛、ひと欠片
『劇場版 シドニアの騎士』エンディング
  - 24thシングル、『騎士行進曲』のカップリング。
6. KIZUNA
「K RETURN OF KINGS」最終話エンディング主題歌
  - 2015年12月27日にTV sizeが先行リリースされた。
7. 愛すること
アニメ『蒼穹のファフナーEXODUS』第17話エンディング曲
  - 「angelaから、愛するカノンへ贈る最後の曲」[3]。21曲目のファフナーソング。TV sizeが10月25日から先行リリースされた。この曲のエンディングを以て蒼穹のファフナーEXODUSのOP、ED曲は「DEAD OR ALIVE」、「ホライズン」へ切り替わった。
8. Jump up!
ラジオ『angelaのsparking!talking!show!』新エンディング
  - angelaのsparking!talking!show!のエンディングテーマが変わるのは、『宝箱 -TREASURE BOX-』収録の『君の傍で』以来約9年ぶり。
9. EIEIO

  - サンバのパーカッションが使われた、ラテン調の楽曲。
10. That's Halloween

  - ハロウィンの楽曲。ライブではスタッフたちと仮装をして踊ったことがあった[4]。
11. ストーリーが始まる

  - 中川翔子に楽曲提供した「キラキラ-go-round」のカップリング曲のセルフカバー。原曲はangelaのインディースアルバム「LOVE LOVE SWEETIE」に収録されている「ストーリーが始まる」。
12. ホライズン
アニメ『蒼穹のファフナーEXODUS』第二クールエンディング
  - 25thシングルカップリング曲。23曲目のファフナーソング。